# Escola Secundária Frei Gonçalo de Azevedo
A Escola Secundária Frei Gonçalo de Azevedo situa-se no Bairro de Massapés, na localidade de Tires, freguesia de São Domingos de Rana. Até ao ano lectivo de 2006/2007, a escola abrangia o 3.º ciclo do Ensino Básico e o Ensino Secundário. No ano lectivo de 2007/2008, passou a englobar parcialmente o 2.º ciclo do Ensino Básico com a abertura de inscrições para o 5.º ano, ficando o processo concluído no ano lectivo de 2008/2009, aquando os alunos do 5.º ano transitaram para o 6.º ano. Também, desde o ano lectivo de 2007/2008, faz parte de um agrupamento de escolas, exercendo a liderança do agrupamento.

## Agrupamento de Escolas Frei Gonçalo de Azevedo
Com direção escolar da professora Gabriela Moreira, tanto no agrupamento como na escola sede, a qual dá nome ao agrupamento de escolas, estão inseridas as seguintes escolas:
- Escola Básica n.º 1 do 1.º ciclo do Ensino Básico Padre Andrade (ex EB1 Abóboda 1), Abóboda
- Escola Básica n.º 2 do 1.º ciclo do Ensino Básico e Jardim de Infância de Abóboda (EB1 JI Abóboda 2)
- Escola Básica do 1.º ciclo do Ensino Básico de Trajouce (EB1 Trajouce)
- Escola Básica n.º 2 do 1.º ciclo do Ensino Básico de Tires (EB1 Tires 2)
- Escola Básica do 1.º ciclo do Ensino Básico e Jardim de Infância Rómulo de Carvalho (EB1 JI Rómulo de Carvalho)

## Serviços
A escola sede tem os seguintes serviços disponibilizados aos alunos:
- Bufete
- Refeitório
- Centro de Recursos Educativos (Biblioteca)
- Serviço de Psicologia e Orientação Escolar (SPO)
- Núcleo de Apoio Educativo/Necessidades Educativas Especiais (NAE/NEE)
- Serviço de Acção Social Escolar (ASE)